# BibTeX
{\displaystyle {\mathrm {B{\scriptstyle {IB}}\!T\!_{\displaystyle E}\!X} }}, escrit com BibTeX en text ordinari, és una eina per a donar format a llistes de referències que s'utilitza habitualment amb el sistema de preparació de documents LaTeX.
BibTeX va ser creat per Oren Patashnik i Leslie Lamport en 1985. BibTeX facilita la realització de cites bibliogràfiques d'una manera consistent mitjançant la separació de la informació bibliogràfica de la presentació d'aquesta informació. Aquest mateix principi de separació del contingut i presentació/estil és usat tant per LaTeX, com per XHTML i CSS, a més d'altres sistemes de format electrònic de textos.

## Fitxer/Arxiu d'informació bibliogràfica.bib
BibTeX usa un format d'arxiu basat en text i independent de l'estil per a definir llistes d'elements bibliogràfics, com articles, llibres, tesis. Els arxius de bibliografia de BibTeX usualment acaben en .bib.
Els ítems bibliogràfics inclosos en un .bib estan separats per tipus. Els tipus següents són reconeguts per virtualment tots els estils de BibTeX:
- article: Un article d'un periòdic o revista.
- book: Un llibre amb una editorial que s'indica en forma explícita. Els camps requerits en aquest cas són author (autor), editor, title (títol), publisher (editorial) i year (any).
- booklet: Una obra que està impresa i enquadernada, però sense una editorial o institució patrocinadora.
- conference: El mateix que inproceedings, inclòs per a compatibilitat amb el llenguatge de marcació Scribe.
- inbook: Una part d'un llibre, que pot ser un capítol (o secció) o un rang de pàgines.
- incollection: Una part d'un llibre que té el seu propi títol.
- inproceedings: Un article en les actes de sessions (proceedings) d'una conferència.
- manual: Documentació tècnica.
- mastersthesis: Una tesi de mestratge (Master thesis) o projecte de fi de carrera.
- misc:Per a ús quan els altres tipus no corresponen.
- phdthesis: Una tesi de doctorat.
- proceedings: Les actes de sessions d'una conferència.
- techreport: Un informe publicat per una escola o altra institució, usualment numerat dins d'una sèrie.
- unpublished: Un document que té un autor i títol, però que no va ser formalment publicat.

## Programari
- Eines BibTeX d'Open Directory Arxivat 2006-06-16 a Wayback Machine. (anglès)

### Programari lliure
- Aigaion[1] Plataforma basada en web per a manejar anotacions bibliogràfiques en el format BibTeX (PHP/MySQL) (GPL).
- BibDesk Una aplicació per a Mac OS X per tal d'administrar referències (Llicència BSD).
- BibTeX Converter Bib2x - Un convertidor de BibTeX que usa plantilles per a permetre qualsevol tipus de format de fitxer (GPL)
- Bib-it Aplicació en plataforma Java per al control de referències en el format BibTeX, incloent un generador d'estils bibliogràfics (.bst) (GPL)
- BibAdmin Eina d'administració bibliogràfica fàcil d'usar (PHP/MySQL) (GPL). Status: 3 - Alpha
- JabRef[2] Una interfície lliure i portable escrita en Java per a administrar referències en format BibTeX, incloent interfícies de recerca per a PubMed i CiteSeer (GPL).
- KBibTex Arxivat 2011-09-21 a Wayback Machine. Editor de BibTex per a KDE (GPL 2)
- RefTeX Eines (GPL 2)
- tkbibtex,[3] editor i navegador portable de BibTeX, escrit en Tcl/Tk i que opera en Unices o Windows
- Wikindx Una eina d'administració bibliogràfica basada en HTML que suporta BibTeX (PHP/MySQL) (GPL)

### Programari no lliure
- Synapsen[4] Gestor de referències bibliogràfiques con suport especial per a BiBTeX, escrit en Java. Shareware.
- Citavi[5] Gestor de referències bibliogràfiques con suport especial per a BiBTeX